# Afrodrepanus marshalli
Afrodrepanus marshalli е вид насекомо от семейство Листороги бръмбари (Scarabaeidae).

## Разпространение
Видът е разпространен в Бурунди, Гвинея, Демократична република Конго, Зимбабве, Кения, Кот д'Ивоар и Руанда.